# Candaosa (Castropol)
Candaosa (oficialmente y en asturiano: Candosa) es un lugar de la parroquia de Balmonte, concejo de Castropol, en la comarca del Eo-Navia, Principado de Asturias, España.